# Oscar Fraas
Oscar Friedrich (von) Fraas, född 17 januari 1824 i Lorch, Württemberg, död 22 november 1897 i Stuttgart, var en tysk geolog, far till Eberhard Fraas.
Fraas studerade först teologi och verkade därefter i några år som präst, men ägnade sig samtidigt med stort intresse åt studier i geologi och paleontologi som elev till Friedrich August von Quenstedt. År 1854 utnämndes han till konservator vid den geologiska avdelningen på Königliches Naturalien-Kabinett i Stuttgart, vars direktor han blev 1894. Tillika tillhörde han från 1859 kommissionen för Württembergs geologiska undersökning. Han företog omfattande geologiska undersökningar i Württemberg och skapade en föredömlig geologisk samling i Stuttgart. Dessutom företog han geologiska studieresor i Egypten, Palestina och Syrien, och författade som resultat härav en rad vetenskapliga avhandlingar.